# Гелиопольская митрополия (Константинопольский патриархат)
Гелиопольская и Фирская митрополия (греч. Ιερά Μητρόπολη Ηλιουπόλεως και Θείρων) — историческая епархия Константинопольской православной церкви, с центром в городе Тралле.
На севере граничит с Сардской митрополией.

## История
Епархия существовала с 325 по 1922 годы с центром в городе Тралле в Византийской, а позднее — в Османской империях.
После подписания в 1923 году Лозаннского мирного договора, с 1924 года произошло массовое переселение греческого населения с территории Турции в Грецию и на сегодняшний день Илиупольская митрополия является титулярной епархией Константинопольского патриархата.

## Епископы
- Леонтий (январь 1777—1803)
- Каллиник (1803—1811?)
- Анфим (Комнинос) (февраля 1811 — 30 июля 1821)
- Феодосий (30 июля — октября 1821)
- Иоаникий (октября 1821—1841)
- Анфим (Ликарис) (сентября 1841 — 3 январи 1851)
- Дионисий (3 января 1851—1877)
- Тарасий (Василиу) (19 февраля 1877 — 12 августа 1910)
- Панарет (Петридис) (12 августа 1910 — 21 июня 1912)
- Смарагд (Хадзиэфстатиу) (21 июня 1912 — 14 октября 1924)
- Геннадий (Арамбадзоглус) (29 января 1925 — 14 марта 1956)
- Мелитон (Хадзис) (19 февраля 1963 — 25 октября 1966)
- Полиевкт (Финфинис) (25 июня 1968 — 30 апреля 1974)
- Апостол (Димелис) (17 ноября 1977 — 15 октября 1985)
- Афанасий (Папас) (2 октября 1990 — 21 марта 2008)
- Хризостом (Маврояннопулос) (10 июля 2019 — 13 апреля 2022[1])